# الئا د بئدو
الئا د بئدو (به اسپانیایی: Olea de Boedo) یک شهرستان در اسپانیا است که در استان پالنسیا واقع شده‌است.

## خصوصیات
الئا د بئدو ۸ کیلومترمربع مساحت و ۴۲ نفر جمعیت دارد.